# Райхенбах (Верхняя Лужица)
Райхенбах (нем. Reichenbach/Oberlausitz, в.-луж. Rychbach) — город в Германии, в земле Саксония. Подчиняется административному округу Дрезден. Входит в состав района Гёрлиц. Подчиняется управлению Райхенбах. Население составляет 3976 человек (на 31 декабря 2010 года). Занимает площадь 42,79 км². Официальный код — 14 2 84 310.
Коммуна подразделяется на 4 городских округа.